# 文天祥公園 (香港)

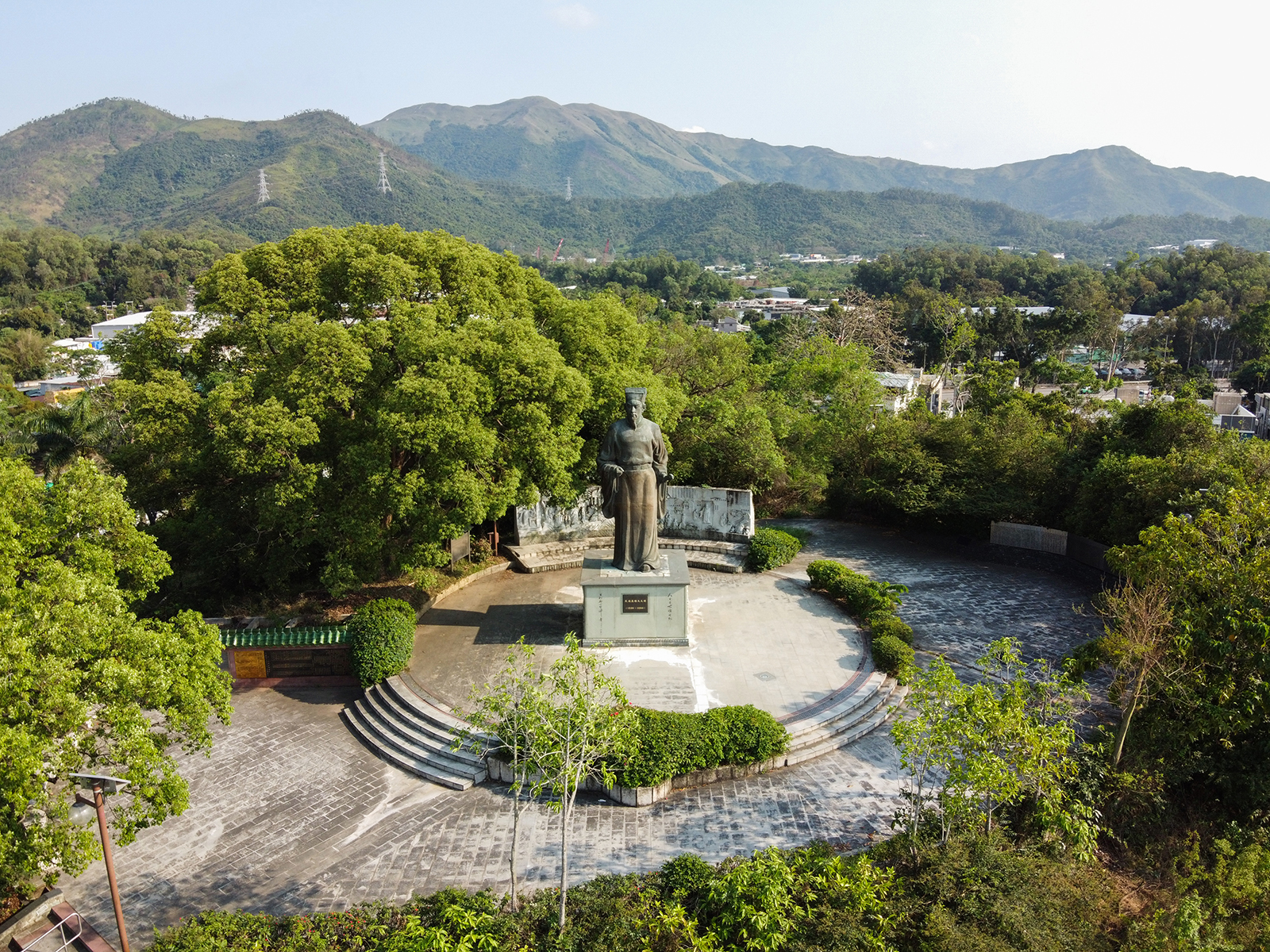
文天祥公園內高六米的文天祥銅像

文天祥公園（英語：Man Tin Cheung Park）位於香港新界新田青山公路－新田段及古洞路之間的小山崗，佔地2公頃，原址為文氏原居民的公家果園。原居民後人稱為避免破壞當地風水龍脈而建，又名「文天祥公園」，在2004年1月開放。公園內最高處有6米高的文天祥銅像一座，銅像後有一幅十公尺寫着「正氣流徽」長牌坊，描述文天祥的生平事蹟，當中包括耳熟能詳的《正氣歌》。

## 背景
2003年，九廣鐵路興建落馬洲支線，不過鐵路途經洲頭村及新田，引起該處的文氏族人不滿，認為建成後會造成「鐵蛇攔路」的風水格局。村民要求該處建造一座文天祥巨型雕塑，以利用祖先的「擋煞」鐵路，公園由九鐵避免影響工程進度為由，加上認為文天祥是中國歷史名人，故願意撥出380萬元興建。

## 資料來源與註釋
1. ↑  . ent.ifeng.com.   [2021-05-23]. （原始内容存档于2021-05-23）.
2. ↑  . www.gohk.gov.hk.   [2021-05-23]. （原始内容存档于2021-05-23）.
3. ↑  TechmaxApp. . www.nicespotshk.com.   [2021-05-23]. （原始内容存档于2020-01-19）.
4. ↑  . 大公報. 2018-05-11  [2020-04-26]. （原始内容存档于2018-05-15）.

## 外部連結
- 文天祥公園 Facebook Page （页面存档备份，存于）
- 文天祥公園 商務及經濟發展局電影服務統籌科拍攝場地資料庫 （页面存档备份，存于）
- 元朗遊記 元朗故事此中尋 文天祥公園